# مونيانو دي نابولي
مونيانو دي نابولي (بالإيطالية: Mugnano di Napoli)‏، مدينة إيطالية في مقاطعة نابولي ضمن إقليم كامبانيا، وتقع على بعد حوالي 10 كلم غرب مدينة نابولي يبلغ عدد سكانها 31,602 ومساحة 5.27 كم ².الكثافة السكانية 6000 / كم 2

## السكان
في سنة 1861 بلغ عدد السكان 3٬943 نسمة، وتطور العدد ليصل في سنة 2011 لـ 34٬504 نسمة.
يظهر هذا المخطط البياني تطور النمو السكاني لـ مونيانو دي نابولي

## الرياضة
أعطى مونيانو دي نابولي العديد من الرجال من الرياضة. على سبيل المثال لاعبي كرة القدم:مثل رافاييلي بالادينو، جوليو ميجلياشيو وانطونيو دي ناردو.

## أعلام
- جينارو ساباتينو
- سالفاتوري دي ايليا
- جوليو ميجلياشيو
- فرانشيسكو موريلو
- رافاييلي بالادينو